# إدوارد كتسس
إدوارد لورانس «إدي» كتسس (بالإنجليزية:Edward Lawrence Kitsis) هو منتج وكاتب سيناريو أمريكي؛ معروف بأعماله الدرامية مع شريكه آدم هورويتز في هيئة الإذاعة الأمريكية المسلسل لوست وكان ياما كان.

## حياته المهنية
كتسس وهورويتز انضما لطاقم عمل الضياع في الموسم الأول في فريق الكتابة والإنتاج في 2005. وترقيا إلى منتجين مشرفين في الموسم الثاني في خريف 2005. كتسس وهورويتز قد فازا بجائزة نقابة الكتاب الأمريكية لأفضل مسلسل درامي في حفل فبراير 2006 لعملهما على الموسم الأول والثاني. ترقيا إلى منتجين منفذين مشاركين في الموسم الثالث في 2006-2007، ولكنهما قد شاركا في الكتابة في الموسم الرابع مع بقائهما منتجين منفذين مشاركين في 2008. كتسس وهورويتز قد رُشحا لجائزة نقابة الكتاب الأمريكية لأفضل مسلسل درامي في حفل فبراير 2009 لعملهما على الموسم الرابع من الضياع. وقد ترقيا إلى منتجين منفذين في الموسم الخامس في 2009. وقد رُشح فريق الكتابة لجائزة نقابة الكتاب الأمريكية مرةً أخرى لأفضل مسلسل درامي في حفل فبراير 2010 لعملهم على الموسم الخامس. وقد بقى كتسس وهورويتز منتجين منفذين وكاتبين منتظمين للموسم السادس والأخير في 2010.
الكثير من الحلقات كتابة بمشاركة آدم هورويتز. كتسس وهورويتز كانا خريجين من جامعة ويسكونسن-ماديسون وقد تقابلا في صف «مقدمة إلى صناعة الأفلام». وبعد التخرج بدرجة البكالريوس في الراديو والتلفاز والأفلام في 1993، سافر كتسس مع هورويتز إلى لوس أنجلوس. وقد عملا في وظائف المساعدين والمراسلة حتى تعثرهم بوظيفة كتابة لإعادة صنع لجزيرة الخيال. وقد أُلغي بعد 13 حلقة، ولكنهما واصلا وذهبا للكتابة لمسلسلي سعادة ومحبوب، قبل الانضمام إلى الضياع في منتصف الموسم الأول.
وُلد كتسس وأبوه هو تيوب كتسس وأمه هي آرلين كتسس من مينيابوليس. في مايو 2002، أُعلن أن كتسس قد خطب جنيفر سوسمان وهي خريجة فيلم وتلفاز من جامعة تكساس في 1999. وتزوجا في 29 مارس 2003 في سكوتسديل، أريزونا.
كتسس قد كتب أيضًا ترون: الإرث مع شريكه هورويتز وكتب معه أيضًا كتاب يونيفرسال بيكتشرز مشروع المستقبل «لوح ويجا».
كتسس وهورويتس هما صانعا المسلسل الدرامي الفنتازي كان ياما كان، والذي بدأ البث على هيئة الإذاعة الأمريكية في 23 أكتوبر 2011. المسلسل يركز على بلدة حيث أنها في الأصل عالم موازٍ يسكنها شخصيات من قصص خيالية ولا يعرفون هوياتهم الحقيقية. وابتكر الشريكان المبدأ قبل سبع سنوات من الانضمام لمسلسل الضياع، ولكنهما أرادا الانتظار حتى انتهى الضياع قبل أن يركزا على هذا المشروع. وقد شارك في صناعة المسلسل الفرعي من كان ياما كان والمسمى كان ياما كان في بلاد العجائب مع شريكه آدم هورويتز وزاك إيسترن والكاتب والمنتج الاستشاري السابق جين إسبينسن. المسلسل - الذي بدأ بثه على هيئة الإذاعة الأمريكية في 10 أكتوبر 2013 - يركز على أليس التي تبحث عن حبها الحقيقي وهو جني يدعى قورش (سايروس) والذي حبسته الملكة الحمراء وجعفر - شرير في حكايات علاء الدين - في بلاد العجائب الملعونة.

## أعماله
| العام     | العمل                        | ملاحظات                                 |
| --------- | ---------------------------- | --------------------------------------- |
| 2000–2001 | محبوب                        | 8 حلقات                                 |
| 2001      | سعادة                        | حلقتان                                  |
| 2002–2003 | طيور جارحة                   | 5 حلقات                                 |
| 2003      | وشاح أسود                    | حلقة 1.04: "الابن الضال"                |
| 2004      | الحياة كما نعرفها            | حلقة 1.08: "مشاق الأسرة"                |
| 2004      | تل الشجرة الواحدة            | حلقة 1.20: "ما هو وما المفترض ألا يكون" |
| 2005      | اعترافات زوجة أمريكية        | فيلم تلفازي                             |
| 2005–2010 | الضياع                       | 21 حلقة                                 |
| 2010      | ترون: الإرث                  | القصة والسيناريو                        |
| 2011–2018 | كان ياما كان                 | القصة والسيناريو والإنتاج؛ 114 حلقة     |
| 2012      | ترون: الانتفاضة              | 4 حلقات                                 |
| 2013–2014 | كان ياما كان في بلاد العجائب | القصة والسيناريو والإنتاج؛ 13 حلقة      |
| 2016      | موتى الصيف                   | القصة والسيناريو والإنتاج؛ 10 حلقات     |

## الجوائز
- 2005، جائزة نقابة الكتاب الأمريكية، مسلسل درامي - الضياع (كتابة مشاركة)[10]

## وصلات خارجية
- إدوارد كتسس على موقع IMDb (الإنجليزية)
- إدوارد كتسس على موقع قاعدة بيانات الفيلم (الإنجليزية)